# 医科达
医科达（Elekta）是一家瑞典公司，其产品提供放射治疗、放射手术相关设备和癌症以及脑部疾病治疗的临床管理。

## 历史
医科达公司由伽玛刀创始人，瑞典卡罗林斯卡研究所已故的神经外科教授Lars Leksell于1972年创建成立，总部设在瑞典斯德哥尔摩。

## 收购
- 飞利浦医疗系统 (放射治疗司；1997年)[3]
- Neuromag(芬兰 脑磁图 制造商；2003年)
- IMPAC医疗系统(癌症管理软件公司；2005年)[4]
- 北京医疗器械研究所（直线加速器研发和制造； 2006年）[5]
- 3D Line Medical Systems （意大利 Linac SRS和IMRT； 2007年）[6]
- CMS(放射治疗计划软件公司；2007年)[7]
- Resonant医疗(加拿大开发的 放射肿瘤学 可视化产品；2010年)[8]
- Nucletron(近距离放射治疗；2011年)[9]
- ProKnow Systems, LLC （肿瘤治疗数据分析； 2019年）[10]
- Kaiku Health （芬兰； 2020年）[11]

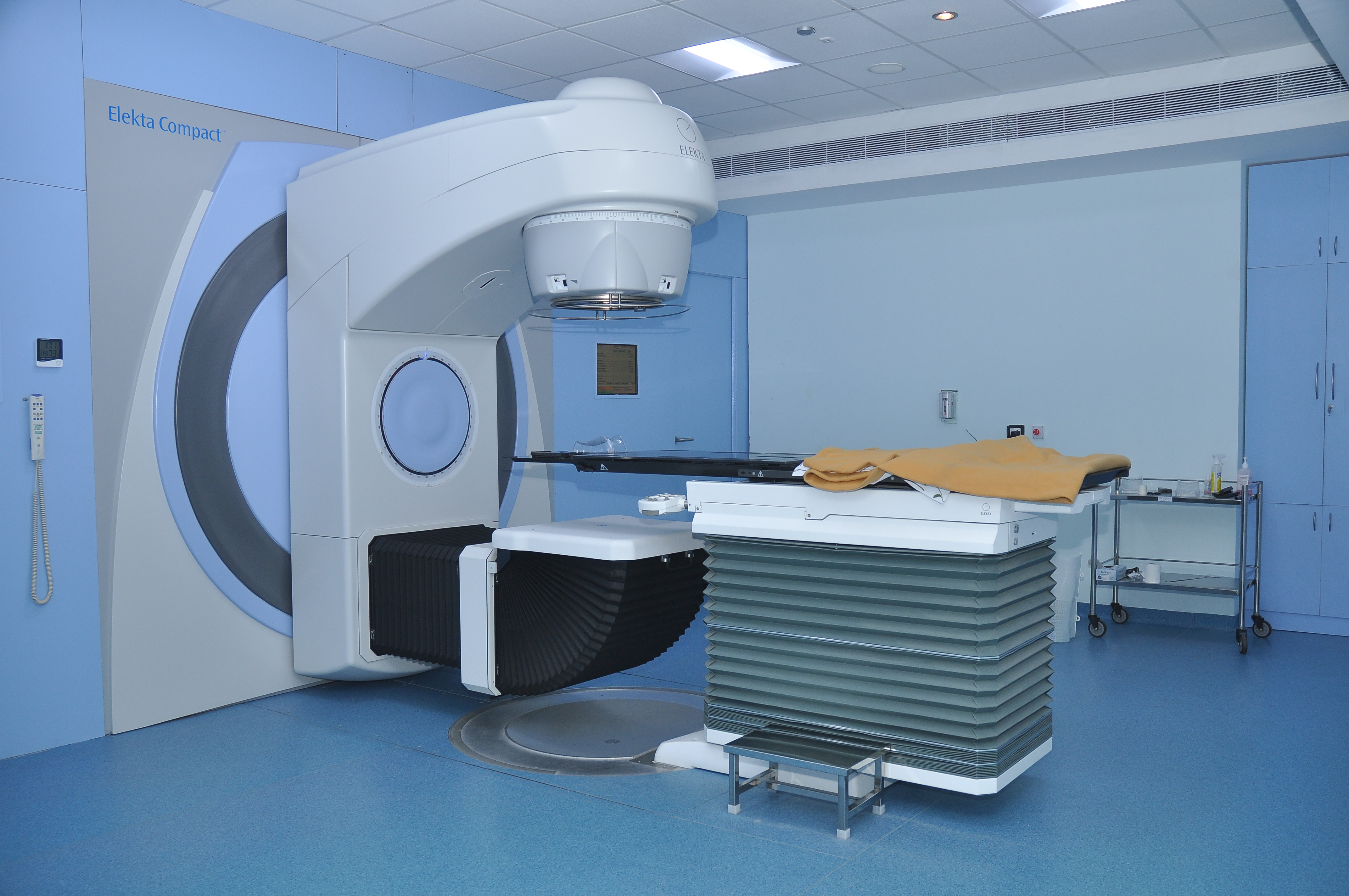
位于 Narayana Multispeciality Hospital, Mysore 的医科达紧凑型直线加速器